# Dorothy Dehner
Dorothy Dehner (1901 - 1994) fue una escultora estadounidense, enmarcada dentro del expresionismo abstracto. Su obra se encuentra incluida en las colecciones del Museo Nacional de Mujeres Artistas y el Museo Smithsoniano de Arte Americano.